# Reignier-Ésery
Reignier – miejscowość i gmina we Francji, w regionie Owernia-Rodan-Alpy, w departamencie Górna Sabaudia.
Według danych na rok 1990 gminę zamieszkiwało 4067 osób, a gęstość zaludnienia wynosiła 162 osób/km² (wśród 2880 gmin regionu Rodan-Alpy Reignier plasuje się na 214. miejscu pod względem liczby ludności, natomiast pod względem powierzchni na miejscu 328.).